# Zainszki járás

A Zainszki járás Tatárföldön

A Zainszki járás (oroszul Заинский район, tatárul Зәй районы) Oroszország egyik járása Tatárföldön. Székhelye Zainszk.

## Népesség
- 2010-ben 58 046 lakosa volt, melyből 33 387 tatár, 22 738 orosz, 800 csuvas, 223 ukrán, 124 baskír, 78 mari, 53 mordvin, 43 udmurt.